# 東京都道230号小平停車場小川新田線

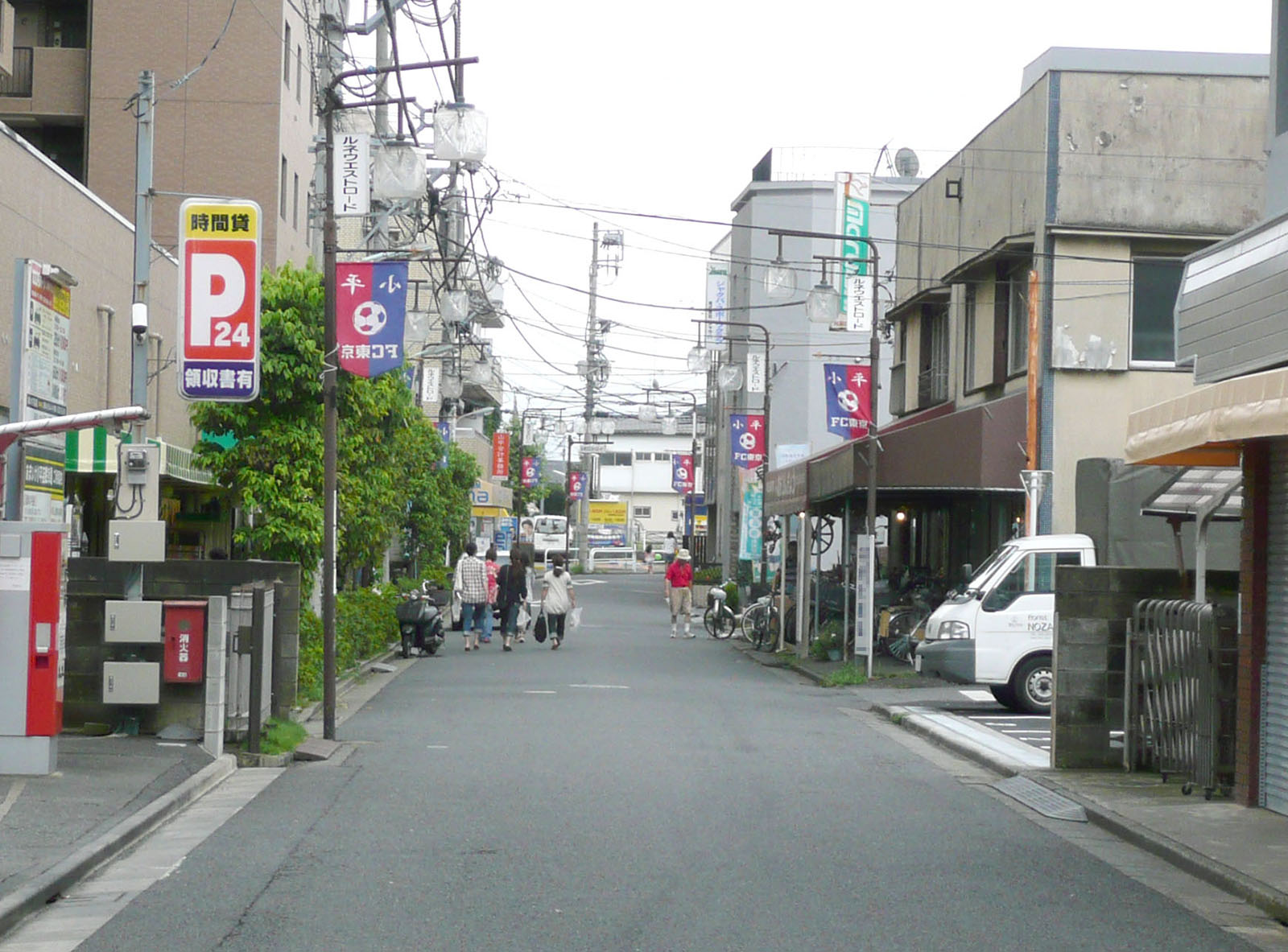
東京都道230号（ルネこだいら西側付近、2011年8月）

東京都道230号小平停車場小川新田線（とうきょうとどう230ごう こだいらていしゃじょうおがわしんでんせん）は東京都小平市にある一般都道である。沿線には住宅地と農地になっている。全線が小平市内にある。

## 路線の概要
- 起点：小平市美園町
- 終点：小平市仲町

## 周辺の施設
- 西武新宿線 小平駅
- ルネこだいら
- 東京都立小平高等学校

## 接続道路
- 東京都道5号新宿青梅線
- 東京都道227号小平停車場野中新田線